# Dzsaj Bhím
A Dzsaj Bhím (maráthi nyelven: जय भीम ) köszönési formula Indiában, valamint egy vallási mozgalom neve Magyarországon.

## Köszönés
Köszönésként az indiai dalit buddhisták körében használják, különösen azok, akik Dr Ámbédkar hatására tértek át a buddhista vallásra. Bár főként buddhisták köszönnek így egymásnak, eredetileg nem volt vallási jellege, hanem az elnyomásban élő dalitok részéről polgárjogi vezetőjük Bhím R. Ámbédkar iránti tiszteletét fejezte ki. Jai Bhim szó szerint azt jelenti “győzzön Bhím”, vagyis Ámbédkar.
A köszöntésnek a felekezeteken túlmutató népszerűségét jelzi, hogy 2009 februárjában a Dar-ul Uloom Iszlám Szeminárium fatva kibocsájtását látta szükségesnek, melyben leszögezték, hogy ez a köszönés “szemben áll az Iszlám elveivel”, és “sérti a Saríát”.
A kifejezést Babu L. N. Hardas találta ki, aki Dr. Ambedkar elszánt követője volt. Más variációk is eszébe jutottak, mint pl. Jai Rama-pati és Bal Bhim, mielőtt a Jai Bhim mellett döntött. Babu Hardas a Bhim Vijay Sangh munkásainak segítségével terjesztette el az új köszönést. Mivel a harmincas években Ámbédkar mozgalmának már sok tízezer híve volt, a köszönés gyorsan elterjedt. Akik ekkoriban így köszöntek, még főként hinduk voltak. Az Iyothee Thass által 1898-ban elindított dalit buddhista mozgalomnak ekkor még kevés követője akadt. Számuk csak akkor indult gyors növekedésnek, amikor 1956-ban maga Dr. Ámbédkar is áttért.

## Vallási mozgalom
2005-ben a magyarországi Ámbédkar-követő buddhisták a Dzsaj Bhím nevet vették föl. Ezzel jelzik, hogy az Iyothee Thass által 1898-ban Madrasban elindított és Dr. Ámbédkar által 1956-ban Nágpurban tovább vitt dalit buddhista mozgalom részének tekintik magukat.
A későbbi Dzsaj Bhím mozgalom Magyarországon az 1990-es évektől az Amrita Egyesület és a Panycsa Szíla Alapítvány keretében szerveződött, majd a Tan Kapuja Buddhista Főiskolán volt érezhető a jelenléte. A mozgalomra már a kilencvenes években jellemző volt, hogy főleg cigány fiatalokból áll. A buddhista vallásban erős üzenetnek bizonyult számukra az a tanítás, hogy a szenvedés megszüntetéséhez a nemtudás felszámolásán át vezet az út, tehát a továbbtanulás vallási erény.[forrás?]
A Dzsaj Bhím Közösséget 2007-ben egyházként jegyezte be a Pécsi Bíróság Orsós János pedagógus vezetésével és az angol Subhuti mester szellemi irányítása mellett. Az új vallási szervezet főleg Borsod-Abaúj Zemplén, Baranya megyében és Budapesten találta meg első híveit. Az Európai Buddhista Unió 2011-ben vette föl tagjai sorába a szervezetet. A Dzsaj Bhím Közösség 2010 májusában adta ki imakönyvét.
2011 októberében a népszámlálás során a vallási közösségre irányuló kérdésre 546 fő vallotta azt, hogy a Dzsaj Bhím Közösséghez tartozónak érzi magát. Közülük 385 fő Borsodban, 90 fő Budapesten, 28 fő Baranyában élt.[forrás?] A Dzsaj Bhím Közösség híveinek demográfiai eloszlása sajátos képet mutat: a hívek majdnem fele gyermek, és szinte nincsenek öregek. Ennek az az oka, hogy a hívek többsége cigánytelepeken él, ahol ezek a jellemző demográfiai viszonyok.[forrás?] 2012 telén rendőrségi eljárás  is indult annak felderítésére, hogy milyen érdekek játszanak szerepet a Dzsaj Bhím Közösséghez való tartozás kinyilvánításában. A vizsgálat során a hatóság nem talált adatokat arra, hogy a hívek vagy gyülekezeteik törvényt szegtek volna. A nyugati sajtóban komoly kérdéseket vetett föl, hogy vajon nem hatósági megfélemlítés folyik-e a cigány buddhistákkal szemben.
A Budapestre akkreditált indiai nagykövet felvette a kapcsolatot a Dzsaj Bhím Közösség vezetőivel, és 2014 áprilisában Dr. Ámbédkar születésnapján látogatást tett a Közösség iskolájában Sajókazán.
A Dzsaj Bhím Közösség 2014-ben kiadta Sangharakshita: A Dharma jelentése című könyvét Buddha alapvető tanításairól Agócs Tamás fordításában. Ezzel a művel a Dzsaj Bhím vezetői ismételten jelezték, hogy a buddhizmusnak egy modern értelmezéséhez tartoznak, amely nem hínajána és mahájána irányzatokban gondolkodik, hanem az indiai dalit buddhistákhoz hasonlóan egy szektákon túllépő egységes buddhizmusban.[forrás?]
A Dzsaj Bhím mozgalomra jellemző, hogy a vallás szorosan összekapcsolódik emberi jogi kérdésekkel.[forrás?]